# Tigran Ġaramyan
Tigran Ġaramyan (in armeno Տիգրան Ղարամյան?; Erevan, 24 luglio 1984) è uno scacchista armeno naturalizzato francese, Grande maestro.
Nel 2002 si è trasferito dall'Armenia in Francia, e dal 2004 gioca per la federazione francese in tutte le competizioni.
Principali risultati:
- 2007 : vince i tornei di Fourmies e di Charleroi;
- 2008 : vince l'open di Belvedere Marittimo in Calabria;
- 2010 : in marzo vince l'open di Cannes, per spareggio tecnico su Vadim Malachatko e Deep Sengupta;
- 2010 : in maggio vince l'open di Limburg;
- 2010 : in luglio è secondo nel campionato di Parigi, vinto da Sébastien Feller;
- 2011 : pari 2º-4º con Oleksandr Kovčan, Boris Gračëv e Ante Brkić nell'open Master di Biel, dietro a Ni Hua;[1]
- 2012 : pari 1º-5º con Pentala Harikrishna, Parimarjan Negi, Tornike Sanikidze e Martyn Kravciv nel torneo open di Cappelle la Grande (vinto da Harikrishna per spareggio tecnico).[2]
- 2018 : 1º nel Campionato francese.[3]

Ha raggiunto il rating FIDE più alto in gennaio 2012, con 2676 punti Elo.